# Yatabe-Frauenschuh
Der Yatabe-Frauenschuh (Cypripedium yatabeanum Makino, Syn.: Cypripedium guttatum var. yatabeanum (Makino) Pfitzer) ist eine Pflanzenart aus der Gattung Cypripedium in der Familie der Orchideen (Orchidaceae).

## Merkmale
Der Yatabe-Frauenschuh ist eine ausdauernde Pflanze mit einem Rhizom, die Wuchshöhen von 20 bis 35 Zentimeter erreicht. Die Blätter sind fast gegenständig und messen 7 bis 14 × 3,5 bis 8 Zentimeter. Die äußeren und inneren Perigonblätter sind hell gelblichgrün und mehr oder weniger stark bräunlich gefleckt. Die Lippe ist 2,2 bis 2,7 Zentimeter lang, hell gelblichgrün und mehr oder weniger stark bräunlich gefleckt.
Blütezeit ist von Juni bis Juli.
Die Chromosomenzahl beträgt 2n = 20.

## Vorkommen
Der Yatabe-Frauenschuh kommt in Südalaska, auf den Aleuten, Kamtschatka, Sachalin, in Ostsibirien und in Japan in Honshu und Yezo in der Tundra, an Sumpfrändern sowie auf Stranddünen und Grasfluren in Höhenlagen bis 1000 Meter vor.

## Taxonomie
Der Yatabe-Frauenschuh wurde 1899 durch Tomitarô Makino in Botanical Magazine. [Shokubutsu-gaku zasshi] Band 13, Seite 91 als Cypripedium yatabeanum erstveröffentlicht. Das Art-Epitheton ehrt den Entdecker Yatabe Ryōkichi.

## Nutzung
Der Yatabe-Frauenschuh wird selten als Zierpflanze für Gefäße und Gehölzränder genutzt.